# Тимофіївка (Мелітопольський район)
Тимофі́ївка (у 1923—1947 роках — Зелений Луг) — село в Україні, в Якимівській селищній громаді Мелітопольського району Запорізької області. Населення становить 53 особи. До 2017 року орган місцевого самоврядування — Радивонівська сільська рада.

## Географія
Село Тимофіївка розташоване за 155  від обласного центру, 23 км від районного центру та 15 км від адміністративного центру селищної громади, в місці впадіння річки Молочна в Молочний лиман. В селі лише одна вулиця, що йде вздовж берега Молочного лиману і забудованої одним рядом будинків. Лиман в цьому місці невеликий, мулистий, зарослий очеретами.
З Тимофіївки на захід відгалужується місцевий автошлях завдовжки 3 км, і веде в Мирне, а на схід ґрунтова дорога в Мордвинівку.

## Історія
Село засноване у 1872 році, у 1923 році перейменована в Зелений Луг. Село Зелений Луг перебувало у складі Мелітопольського району.
7 (20) листопада 1917 року, відповідно до Третього Універсалу Української Центральної Ради, увійшло до складу Української Народної Республіки.
З 7 березня 1923 року село перебувало у складі Якимівського району.
Восени 1943 року в районі Зеленого Луга точилися дуже наполегливі бої: радянські війська долали потужну лінію укріплень «Пантера-Вотан», зведену німецько-фашистськими військами по правому березі Молочної річки. Наприкінці вересня — початку жовтня 1943 року частини Червоної армії зайняли плацдарм на правому березі річки. Через плавні до них йшло підкріплення, але німецькі війська підпалили очерет, і кілька сотень радянських бійців живцем згоріли. Навколо Тимофіївки досі часто знаходять останки солдатів і боєприпаси часів війни.
У 1947 році Тимофіївці відновлена її колишню назву та увійшла до складу Радивонівської сільської ради Якимівського району. У 1947 році Тимофіївка ще була хутором, але не пізніше 1979 року населений пункт отримав статус села.
16 травня 2017 року, в ході децентралізації, Радивонівська сільська рада об'єднана з Якимівською селищною громадою.
12 червня 2020 року, відповідно до розпорядження Кабінету Міністрів України № 713-р «Про визначення адміністративних центрів та затвердження територій територіальних громад Запорізької області», затверджено склад Якимівської селищної громади.
17 липня 2020 року, в результаті адміністративно-територіальної реформи та ліквідації Якимівського району, село увійшло до складу новоутвореного Мелітопольського району.
24 лютого 2022 року, під час російського вторгнення в Україну, село тимчасово окуповане російськими військами.

## Населення
За даними перепису населення 2001 року, у селі мешкало 53 особи. Мовний склад населення був таким:
| Мова       | Кількість осіб | Відсоток |
| ---------- | -------------- | -------- |
| українська | 9              | 16,98    |
| російська  | 44             | 83,02    |